# Dunsmuir
Dunsmuir – miasto w Stanach Zjednoczonych, w stanie Kalifornia, w hrabstwie Siskiyou. Według spisu ludności przeprowadzonego przez United States Census Bureau w roku 2010, w Dunsmuir mieszka 1 650 mieszkańców.